# Lila hibiskus
Lila hibiskus (engelska: Purple Hibiscus) är den nigerianska författaren Chimamanda Ngozi Adichies debutroman, utgiven 2003 av Algonquin Books. Boken översattes till svenska först 2010, efter Adichies andra roman En halv gul sol, och gavs ut av Norstedts.

## Handling
Bokens berättare är den femtonåriga igboflickan Kambili, som är dotter till Eugene Achike, en rik tidningsägare i södra Nigeria strax efter självständigheten. Fadern, en strikt katolik med koloniala vanor, ses som en god man i samhället, bekämpar korruption i sin tidning och skänker stora summor pengar till välgörenhet. I hemmet är han däremot en riktig tyrann. Han utdelar stränga straff för minsta missgärning, misshandlar sin hustru, Kambilis mor, och familjen är skräckslagen för honom.
Faderns stränga katolicism har en motpol i Kambilis faster Ifeoma, en fattig universitetslärare i vars hem allt är annorlunda. Här finns öppenhet, glädje och skratt, och popmusik på igbo. En annan central karaktär i romanen är Kambilis farfar Papa-Nnukwu, som håller fast vid sin traditionella tro och därför förnekas av sin son.

## Utmärkelser
- Hurston-Wright Legacy Award 2004 (bästa debutroman)
- Commonwealth Writers' Prize 2005 (bästa debutroman – Afrika)
- Commonwealth Writers' Prize 2005 (bästa debutroman sammantaget)[2]

Utöver dessa utmärkelser nominerades boken till flera andra priser: den hamnade bland annat på korta listan för Orangepriset 2004 och på långa listan för Bookerpriset samma år.